# Ruillé-en-Champagne
Ruillé-en-Champagne és un municipi francès situat al departament del Sarthe i a la regió de País del Loira. L'any 2007 tenia 322 habitants.

## Demografia

### Població
El 2007 la població de fet de Ruillé-en-Champagne era de 322 persones. Hi havia 127 famílies de les quals 36 eren unipersonals (28 homes vivint sols i 8 dones vivint soles), 40 parelles sense fills, 47 parelles amb fills i 4 famílies monoparentals amb fills.
La població ha evolucionat segons el següent gràfic:
Habitants censats

### Habitatges
El 2007 hi havia 168 habitatges, 128 eren l'habitatge principal de la família, 18 eren segones residències i 22 estaven desocupats. 166 eren cases i 1 era un apartament. Dels 128 habitatges principals, 96 estaven ocupats pels seus propietaris, 32 estaven llogats i ocupats pels llogaters i 1 estava cedit a títol gratuït; 2 tenien una cambra, 10 en tenien dues, 21 en tenien tres, 36 en tenien quatre i 60 en tenien cinc o més. 102 habitatges disposaven pel capbaix d'una plaça de pàrquing. A 64 habitatges hi havia un automòbil i a 60 n'hi havia dos o més.

### Piràmide de població
La piràmide de població per edats i sexe el 2009 era:
| Homes | Edats   | Dones |
| ----- | ------- | ----- |
| 0     | 95 o +  | 4     |
| 0     | 90 a 94 | 0     |
| 0     | 85 a 89 | 4     |
| 0     | 80 a 84 | 0     |
| 4     | 75 a 79 | 0     |
| 4     | 70 a 74 | 4     |
| 8     | 65 a 69 | 12    |
| 4     | 60 a 64 | 4     |
| 8     | 55 a 59 | 4     |
| 20    | 50 a 54 | 12    |
| 4     | 45 a 49 | 8     |
| 4     | 40 a 44 | 0     |
| 16    | 35 a 39 | 12    |
| 8     | 30 a 34 | 8     |
| 32    | 25 a 29 | 20    |
| 0     | 20 a 24 | 4     |
| 4     | 15 a 19 | 0     |
| 8     | 10 a 14 | 4     |
| 8     | 5 a 9   | 8     |
| 12    | 0 a 4   | 16    |

## Economia
El 2007 la població en edat de treballar era de 204 persones, 154 eren actives i 50 eren inactives. De les 154 persones actives 148 estaven ocupades (82 homes i 66 dones) i 6 estaven aturades (4 homes i 2 dones). De les 50 persones inactives 31 estaven jubilades, 12 estaven estudiant i 7 estaven classificades com a «altres inactius».

### Ingressos
El 2009 a Ruillé-en-Champagne hi havia 130 unitats fiscals que integraven 330 persones, la mediana anual d'ingressos fiscals per persona era de 16.077 €.

### Activitats econòmiques
Dels 4 establiments que hi havia el 2007, 1 era d'una empresa de construcció, 1 d'una empresa d'hostatgeria i restauració, 1 d'una empresa immobiliària i 1 d'una entitat de l'administració pública.
Dels 2 establiments de servei als particulars que hi havia el 2009, 1 era un guixaire pintor i 1 restaurant.
L'any 2000 a Ruillé-en-Champagne hi havia 26 explotacions agrícoles que ocupaven un total de 1.575 hectàrees.

## Equipaments sanitaris i escolars
El 2009 hi havia una escola elemental integrada dins d'un grup escolar amb les comunes properes formant una escola dispersa.

## Poblacions més properes
El següent diagrama mostra les poblacions més properes.